# Le Fléau (roman)
Pour les articles homonymes, voir Fléau.
Le Fléau (titre original : The Stand) est un roman d'horreur de Stephen King publié à l'origine en 1978 mais qui a fait l'objet d'une nouvelle édition révisée en 1990, Stephen King y incluant de nombreux passages qui avaient été supprimés par l'éditeur lors de la première version et modifiant également plusieurs références culturelles pour les réactualiser. Dans ce livre, une pandémie de grippe créée en laboratoire se répand à travers les États-Unis et emporte la plus grande partie de la population. Les rares survivants se scindent alors en deux camps aux buts diamétralement opposés, reproduisant ainsi la lutte éternelle du Bien contre le Mal.
Dans sa version courte, le roman a figuré dans la sélection pour le prix World Fantasy du meilleur roman alors que la version longue a été sélectionnée pour le prix Locus du meilleur roman d'horreur. Des adaptations en téléfilm et en comics en ont été réalisées. Stephen King cite comme principales influences pour son livre l'affaire Patty Hearst et La Terre demeure, roman de George R. Stewart, ainsi que Le Seigneur des anneaux, dont le Fléau est une sorte de pendant post-apocalyptique.

## Résumé
Malgré toutes les précautions, un virus s'échappe d'une base de recherches de l'armée américaine. Un soldat parvient à quitter la base avant sa fermeture automatique et, avant de mourir, transmet le virus à tous les gens qu'il croise sur sa route. Une épidémie de « supergrippe » ayant un taux de contamination[Quoi ?] de 99,4 % se répand alors, d'abord aux États-Unis, puis dans le monde entier et, en quelques semaines, la civilisation s'effondre, totalement ravagée. Seule une poignée de rescapés naturellement immunisés contre le virus parvient à survivre.
Parallèlement à l'évolution de ce fléau, nous suivons les destinées de certaines personnes qui semblent être immunisées. Ainsi, Stu Redman, l'un des premiers à avoir été exposés à la « super-grippe », est d'abord transféré au CDC d'Atlanta puis dans un centre spécialisé à Stovington (Vermont), d'où il parvient à s'échapper après la mort de tout le personnel. Il croise la route de Glen Bateman, puis de Frannie Goldsmith et d'Harold Lauder, deux jeunes gens du Maine qui sont venus à Stovington dans l'espoir d'y trouver de l'aide. Larry Underwood, un chanteur qui commençait à se faire un nom au début de l'épidémie, suit les traces d'Harold et Frannie, accompagné de Nadine Cross, une mystérieuse jeune femme qui repousse ses avances. Frannie et Stu sont attirés l'un par l'autre, au grand dam d'Harold, qui est amoureux de la jeune femme. Nick Andros, un sourd-muet, est le premier à avoir des rêves qui le mènent, avec ses amis Ralph Brentner et Tom Cullen, au Nebraska en direction d'une vieille femme nommée Mère Abigaël, qui semble guidée par des desseins divins. D'autres survivants, tels Lloyd Henreid et « L’ordure », se rangent quant à eux du côté de Randall Flagg, un être inquiétant doté de pouvoirs surnaturels qui rassemble ses propres disciples.
Autour de ces deux figures, Mère Abigaël et Flagg, se constituent deux communautés. Mère Abigaël mène le groupe de Nick Andros jusqu'à Boulder, dans le Colorado, où vont les rejoindre le groupe de Stu et Fran, celui de Larry, ainsi que d'autres survivants. Flagg rassemble quant à lui ses troupes dans la ville de Las Vegas, où il fait régner l'ordre et la discipline en utilisant les moyens les plus extrêmes comme punition pour les contrevenants, et les prépare à la lutte contre l'autre communauté. À Boulder, une nouvelle société s'organise sous l'égide de Mère Abigaël et du Conseil élu de la ville, dont font partie, entre autres, Stu, Frannie, Glen, Nick, Ralph et Larry.
Mère Abigaël reçoit une vision qui lui indique qu'elle a péché par orgueil et part dans le désert. Nadine Cross est quant à elle visitée par des rêves la destinant à Flagg et, cherchant à s'en défaire, tente de séduire Larry. Mais celui-ci, qui a trouvé le réconfort auprès de Lucy Swann, la repousse et Nadine va trouver Harold, amer d'avoir été tenu à l'écart du Conseil, pour conspirer contre les dirigeants de Boulder. Tous deux font exploser une bombe lors d'une réunion du Conseil, tuant plusieurs personnes dont Nick Andros. Mère Abigaël est retrouvée dans le même temps et, avant de mourir d'épuisement, fait part aux dirigeants de Boulder de sa dernière vision : ils doivent se rendre à Las Vegas pour se confronter au mal. Stu, Larry, Glen et Ralph se mettent donc en route mais Stu se casse une jambe en chemin. Ses compagnons, la mort dans l'âme et sur l'insistance de Stu, doivent l'abandonner. Flagg se débarrasse d'Harold et tente de faire de Nadine sa reine, mais celle-ci, dans un ultime sursaut, se révolte contre la véritable nature de Flagg et se suicide.
Larry, Glen et Ralph arrivent à Las Vegas et sont aussitôt capturés. Glen, qui refuse de se rallier à Flagg, est tué par Lloyd, et Larry et Ralph se préparent à être exécutés. Mais « L’ordure », qui s'est senti rejeté par ses pairs, revient à Las Vegas avec une arme nucléaire qu'il a trouvée dans le désert et la bombe explose à son arrivée, tuant tout le monde. Stu est retrouvé par Tom Cullen, qui le ramène à Boulder, et tous deux arrivent peu après la naissance du bébé de Frannie. Plus tard, Stu et Fran, inquiets de voir les mêmes erreurs déjà commises par la civilisation commencer à se reproduire, décident de quitter Boulder. L'épilogue du roman nous fait retrouver Flagg, quelque part dans l'hémisphère sud, qui a survécu à l'explosion et commence à retrouver la mémoire et ses pouvoirs, rassemblant de nouveaux adeptes.

## Personnages principaux
- Stu Redman, Texan flegmatique d'environ 35 ans qui a été l'un des premiers à être exposés au virus et à y survivre. Il est enfermé dans le centre de recherches de Stovington (Vermont) par des agents du gouvernement afin qu'on l'étudie mais il parvient finalement à s'en échapper et rencontre Glen Bateman, puis Fran Goldsmith, dont il tombe assez vite amoureux, ainsi que Harold Lauder, avant de gagner Boulder avec eux, devenant l'un des leaders de la communauté.
- Frannie Goldsmith est une jeune femme de 21 ans originaire de Ogunquit dans le Maine qui est enceinte de trois mois au début du roman. Avec Harold Lauder, le seul autre survivant de sa ville, elle se dirige d'abord vers le centre de recherches de Stovington dans l'espoir d'y trouver de l'aide, puis rencontre Stuart Redman, dont elle tombe amoureuse, et Glen Bateman. Elle devient l'une des membres du comité de la zone libre de Boulder, jouant le rôle de sa conscience morale.
- Larry Underwood est un chanteur de rock dont le premier single commence à connaître le succès quand débute l'épidémie. L'expérience de la survie et les rencontres qu'il va faire vont l'aider à surmonter ses mauvais penchants et à devenir le brave type qu'il a toujours voulu être. Il rencontre Nadine Cross, qui repousse ses avances, et dirige un groupe qui gagne Boulder, où il devient membre du comité dirigeant.
- Nick Andros est un jeune muet qui erre de ville en ville en trouvant de petits boulots. Très intelligent, il devient le leader du premier groupe à rejoindre Mère Abigaël ainsi que l'une des têtes pensantes du comité dirigeant Boulder.
- Mère Abigaël est une Afro-américaine originaire du Nebraska et âgée de 108 ans qui devient le guide spirituel de la communauté de Boulder. Elle est guidée par des visions qu'elle reçoit, ou pense recevoir, de Dieu et qui lui indiquent comment combattre Randall Flagg.
- Randall Flagg, l'homme noir, est le principal antagoniste du roman. Représentant le mal et la destruction et doté de pouvoirs surnaturels, il rassemble autour de lui sa propre communauté de fidèles, à Las Vegas, dans le but d'annihiler celle de Boulder.
- Harold Lauder est un adolescent très cultivé mais prétentieux et impopulaire (à cause de son physique ingrat) qui habite également Ogunquit. Il tombe amoureux de Fran Goldsmith mais est une fois de plus rejeté et devient très jaloux de Stuart Redman. Très populaire à Boulder pour ses bonnes idées, il va malgré tout être de plus en plus attiré vers le côté de Randall Flagg.
- Glen Bateman est un professeur de sociologie à la retraite qui voit dans la « super-grippe » l'occasion de vérifier ses théories sur le comportement social. Il se lie d'amitié avec Stuart Redman et rejoint le comité dirigeant la zone libre de Boulder, donnant de précieux conseils pour rebâtir une société.
- Nadine Cross est une institutrice qui a toujours conservé sa virginité en raison d'un pressentiment qu'elle était destinée à quelqu'un. Elle rencontre Larry Underwood et, malgré son attirance pour lui, repousse ses avances car ses cauchemars lui indiquent qu'elle est la promise de Randall Flagg. Elle balance alors entre sa peur et son attirance pour l'homme noir.
- Lloyd Henreid est un criminel qui était en train de mourir de faim dans sa cellule de Phoenix quand Randall Flagg vient l'en sortir pour en faire son lieutenant. Il éprouve dès lors une grande fidélité envers l'homme qui lui a sauvé la vie et supervise les activités de la communauté de Las Vegas.
- La Poubelle, Donald Mervin Ebert de son véritable nom, est un pyromane originaire de l'Indiana qui a subi de la sismothérapie dans un hôpital psychiatrique, ce qui n'a pas arrangé son état mental. Il rejoint le camp de Randall Flagg, se sentant accepté dans une communauté pour la première fois de sa vie, et devient son maître artificier en raison de ses compétences en armement et en explosifs.
- Ralph Brentner est un fermier du Midwest au grand sens pratique qui, après avoir rencontré Nick Andros, fait partie du premier groupe à rejoindre Mère Abigaël. Ses compétences de bricoleur le rendent très utiles à la communauté de Boulder et il entre dans son comité dirigeant, bien qu'un peu à contrecœur.
- Tom Cullen, homme d'une quarantaine d'années souffrant d'un léger retard mental, est le premier survivant de l'épidémie à rencontrer Nick Andros. Il devient la mascotte de la communauté de Boulder mais on découvre plus tard qu'il a des visions semblables à celles de Mère Abigaël quand il est sous hypnose.

## Genèse du roman
Ce roman développe une histoire ébauchée dans une courte nouvelle, Une sale grippe (Night Surf), publiée pour la première fois en 1969 et intégrée par la suite dans le recueil Danse macabre. Dans son essai Anatomie de l'horreur, Stephen King explique qu'à l'origine du Fléau se trouve un roman qu'il voulait écrire en prenant comme base l'affaire Patty Hearst. Comme le livre n'avançait pas, son histoire s'est alors transformée pour devenir un récit post-apocalyptique, après qu'il eut vu un reportage sur la guerre chimique et biologique, et avec La Terre demeure, roman de George R. Stewart, comme source d'inspiration principale. D'autre part, King avait toujours eu comme ambition d'écrire un récit épique, une sorte de Seigneur des anneaux replacé dans l'Amérique contemporaine, et a intégré cet aspect à son roman, le personnage de Stu Redman jouant le rôle de Frodon Sacquet, Randall Flagg celui de Sauron, et Las Vegas étant sa représentation du Mordor.
Dans Écriture : Mémoires d'un métier, King révèle qu'il fut atteint par le blocage de l'écrivain pendant l'écriture du Fléau et qu'il finit par réaliser que ses héros étaient devenus trop suffisants et qu'ils répétaient les erreurs du passé. Il a alors trouvé le moyen de faire redémarrer l'histoire avec l'idée du départ de Mère Abigaël et de la bombe placée par Harold Lauder et Nadine Cross, afin de punir ses héros. Doubleday, la maison d'édition de King en 1978, jugea le roman trop volumineux et King dut opérer d'importantes coupures, supprimant environ 250 000 mots.
En 1990, après de longues négociations avec son ancien éditeur Doubleday, King est enfin libre de publier Le Fléau sous la forme qu'il souhaitait. Une nouvelle édition du roman, comprenant environ 150 000 mots supplémentaires, ce qui en fait le livre le plus long de King, ainsi qu'un début et une fin remaniée, et réactualisée sur le plan des références culturelles et politiques, est alors éditée. Les ajouts faits par King permettent de mieux définir le passé, la personnalité et les motivations des personnages, introduisent de nombreux détails sur la dispersion et les ravages de la super-grippe ainsi que deux longs passages certainement supprimés en 1978 pour cause de censure, un chapitre où des soldats noirs se vengent de la hiérarchie militaire blanche en organisant des exécutions par tirage au sort diffusées à la télévision, et un autre où la Poubelle rencontre le Kid lors de son voyage vers Las Vegas et où les deux hommes partagent une expérience sexuelle qui relie intimement l'orgasme et la mort.

## Accueil

### Ventes et popularité
Lors de sa réédition, le roman est resté trente-cinq semaines (dont quatre semaines à la première place) sur la New York Times Best Seller list, y apparaissant le 13 mai 1990, directement à la première place. Le Publishers Weekly le classe à la septième place des meilleures ventes de romans aux États-Unis en 1990. En 2008, plus de 4,5 millions d'exemplaires du roman avaient été vendus uniquement aux États-Unis.
Le Fléau est généralement, avec Ça, l'un des deux romans les plus appréciés et les plus reconnus de Stephen King,. Time Magazine classe le roman à la deuxième place de sa liste des meilleurs romans post-apocalyptiques. Il est classé à la première place des romans favoris des lecteurs de Stephen King lors d'un sondage organisé par le magazine Rolling Stone en 2014.

### Critique
Ray Murphy, du Boston Globe, évoque en termes brillants la caractérisation des personnages et défend les nombreux interludes présents entre chaque scène d'action et menant à un final explosif. Sybil Steinberg, du Publishers Weekly, trouve également que les ajouts de la nouvelle version en font « un roman encore meilleur ». Erwann Perchoc, de Bifrost, évoque « une grande œuvre » aux « personnages inoubliables » et à la « fluidité exemplaire » malgré quelques défauts, notamment trop de « bondieuseries » et un « relatif manichéisme ». Pour Michael R. Collings, professeur d'université spécialiste de l'œuvre de King, le Fléau est « l'un des rares romans post-apocalyptiques avec le potentiel d'un classique de la littérature américaine », « à la fois une histoire extraordinaire et une dissection perspicace de la fin du vingtième siècle et d'une Amérique obsédée de technologie, moralement désorientée, aux frontières de sa propre destruction ». Pour Collings, les ajouts de l'édition de 1990 introduisent plus de variations de rythme, enrichissent la psychologie des personnages et solidifient la conclusion du roman avec la réapparition finale de Flagg et le nouvel équilibre entre les éléments trouvé par l'écrivain. Toutes ces restaurations rendent le roman « plus puissant ».
Mais certains autres critiques ont déploré l'addition de pages supplémentaires au roman pour sa nouvelle version. Ainsi, Karen Liberatore, du San Francisco Chronicle, trouve que les ajouts n'apportent rien de plus « si ce n'est un livre plus long ». Et Robert Keily, du New York Times, estime que le livre réunit tous les atouts « aventure, romance, allégorie, satire, réalisme, apocalypse » mais que l'effet général est plus oppressant qu'imposant.

### Distinctions
En 1979, Le Fléau a figuré dans la sélection pour le prix World Fantasy du meilleur roman. Après sa réédition, il a été inclus dans la sélection pour le prix Locus du meilleur roman d'horreur 1991, terminant à la deuxième place.

## Liens avec les autres œuvres de Stephen King
- Randall Flagg est un méchant récurrent de l'œuvre de Stephen King, apparaissant notamment dans le cycle de La Tour sombre et dans Les Yeux du dragon.
- La ville d'Hemingford Home, où vit Mère Abigaël, apparait également dans la nouvelle Le Dernier Barreau de l'échelle et dans Ça (c'est là que vit Ben Hanscom quand il est adulte).
- Arnett, ville de l'Est du Texas où vit Stu Redman au début du roman, voit son équipe de football, les Ours d'Arnett, affronter les Lions de Jodie dans 22/11/63.
- Vers la fin du livre, Stuart Redman et Tom Cullen trouvent une vieille voiture de marque Plymouth, et à l'intérieur de la voiture il y a un porte-clefs en cuir avec les initiales A.C., c'est-à-dire les initiales d'Arnie Cunningham dans Christine. Stu aperçoit même des cadavres entassés sur la banquette arrière de cette étrange voiture.

## Adaptations
Le Fléau a été adapté sous la forme d'une mini-série réalisée par Mick Garris et diffusée en 1994, avec notamment Gary Sinise, Molly Ringwald, Jamey Sheridan, Miguel Ferrer et Rob Lowe dans les rôles principaux. Stephen King a lui-même écrit le scénario.
Au mois de janvier 2011, il a été annoncé qu'une adaptation cinématographique du roman allait être mise en chantier par Warner Bros. et CBS Films. Le nom de David Yates a d'abord été avancé pour diriger le film mais il a renoncé au projet et c'est ensuite Ben Affleck qui a été pressenti pour la réalisation avant d'y renoncer lui aussi en août 2013. Il est remplacé par Scott Cooper mais ce dernier quitte à son tour le projet en novembre 2013 en raison de différends d'ordre créatif avec les producteurs. Josh Boone reprend le flambeau en 2014 et annonce son intention de faire quatre films à partir du roman. En janvier 2019, Josh Boone annonce que le projet va finalement se concrétiser sous la forme d'une mini-série de neuf épisodes diffusés sur CBS All Access, qui a donné son feu vert. Cette série, The Stand (qui correspond au titre original du roman), avec parmi les acteurs principaux, Whoopi Goldberg, James Marsden, Alexander Skarsgård et Amber Heard  est diffusée à partir de décembre 2020.
Une série de comics, publiés par Marvel depuis le 10 septembre 2008, a également vu le jour. Trente et un numéros sont parus au total et la publication de la série s'est terminée en janvier 2012. Ces comics sont traduits et édités en français par les éditions Delcourt depuis le mois de janvier 2010 jusqu'en octobre 2013 qui a vu la parution du douzième et dernier tome. La série est composée de Captain Trips, L'Homme sans visage, Le Cauchemar américain, Les Survivants, Désolation, Mère Abigail, Durs à cuire, Les Tueurs, No Man's Land, Voyage sans retour, L'Ombre de la mort et Crépuscule. Les éditions Delcourt ont publié de mars 2022 à mai 2023 une nouvelle édition en 6 volumes de 150 à 160 pages chacun.